# Alegría (flamenco)
Pour les articles homonymes, voir Alegría.
La alegría est un palo festif du flamenco. Il désigne par extension également la danse qui l'accompagne.